# Kamran Nazeer
Emran Mian (né en 1978), qui écrit sous le pseudonyme de Kamran Nazeer, est un auteur et fonctionnaire pakistanais qui a obtenu la nationalité britannique,. 

## Biographie et carrière
Nazeer est né sous le nom d'Emran Mian à Glasgow et est diagnostiqué autiste à l'âge de quatre ans. Il étudie le droit à Glasgow, mais après avoir décidé de ne pas devenir avocat, il part au Corpus Christi College de Cambridge pour son doctorat et rejoint finalement la fonction publique britannique en tant que conseiller politique à Whitehall,. Il vit depuis à Londres avec sa femme, qui est française. Il est directeur général des technologies numériques et des télécommunications au ministère des Sciences, de l'Innovation et de la Technologie (DSIT) et est devenu en juillet 2025 le secrétaire permanent du département.
Son premier livre, Send In the Idiots: Stories From the Other Side of Autism, est publié en mars 2006 sous son pseudonyme. Il contribue fréquemment au magazine Prospect.

## Prix et nominations
Mian est nommé Officier de l'Ordre de l'Empire britannique (OBE) lors des honneurs d'anniversaire de 2011 et Compagnon de l'Ordre du Bain (CB) lors des honneurs d'anniversaire de 2023.
En janvier 2014, Mian est nominée pour le prix du fonctionnaire de l'année aux British Muslim Awards.

## Œuvres choisies
- Lissez entrer les idiots (2006)
- « The Curious Case of Exclusionary Reasons », Canadian Journal of Law and Jurisprudence, volume XV, numéro 1 (janvier 2002), p. 99–124
- « Intellectuels mandarins », Prospect (juillet 2006)